# Forum Chine-Europe
Le Forum Chine-Europe (FCE) est un espace de dialogues entre les sociétés chinoises et européennes fondé en 2005.
Initiative de l’Association des intellectuels chinois en Europe et de la Fondation Charles Léopold Mayer pour le progrès de l'Homme qui ont conçu le Forum et de la fondation Henri Fok qui en a accueilli la première rencontre biennale, le Forum est depuis 2011 une association française loi 1901.
Le Forum Chine-Europe a organisé alternativement en Europe et en Chine des rencontres multi-acteurs de grandes ampleurs autour de larges thèmes de discussion (gouvernance, droit, éducation, villes et territoires…) avant de se recentrer dès 2012 sur les problématiques liés aux changements climatiques et de l’urbanisation durable.

## Collège de fondateurs
- Georges Berthoin, l’un des pères fondateurs de la construction européenne, chef de cabinet de Jean Monnet, président de la Haute Autorité de la Communauté européenne du charbon et de l’acier (1952-1955).
- Michel Rocard, ancien Premier ministre français
- Paul Tran Van Thinh, ancien ambassadeur de l’Union européenne à l’Organisation mondiale du commerce
- Pierre Calame, président honoraire de la Fondation Charles Léopold Mayer pour le Progrès de l’Homme (FPH)
- Chen Yan[1], secrétaire général de l’Association des intellectuels chinois en Europe et directeur général du Forum Chine Europe
- Song Xinning, titulaire de la chaire Jean Monnet et directeur du Centre d'études européennes à l'université du peuple de Chine
- Wu Jianmin, ancien ambassadeur de Chine en France
- Yu Shuo, docteur en anthropologie et directrice du Centre Chine-Europe à l’université polytechnique de Hong Kong
- Ho Kinlap, vice-Président de Fok Ying Tung Group.

## Activités entre 2005 et 2015

### 2005-2010: rencontres biennales

#### 4 - 7 octobre 2005
La première édition du FCE (Nansha, Chine) a été préparée pour présenter et discuter de la construction de l’Union européenne et des relations sino-européennes. La première édition du FCE a été organisée conjointement par l’Association des intellectuels chinois en Europe, la Fondation Charles Léopold Mayer, l’Institut des Affaires étrangères (x) et l’université du peuple de Chine et soutenue par la Henry Fok Foundation, Macao Foundation. Parmi les grandes figures de la scène internationale présentes lors de cette édition : l’ancien premier ministre français Michel Rocard, l’ancien président de la République de Slovénie Milan Kucan, l’ancien président de la Généralité de Catalogne Jordi Pujol, l’ancien ambassadeur de l’Union européenne à l’Organisation mondiale du commerce Paul Tran Van Thinh, l’ancien ambassadeur de Chine en France Wu Jianmin et l’entrepreneur hongkongais renommé Henry Fok (en).

#### 4 - 8 octobre, 2007
Deuxième édition du FCE, 46 ateliers thématiques répartis dans 23 villes de 9 pays en Europe. La deuxième biennale du Forum s’est tenue à Bruxelles du 4 au 5 octobre 2007, organisée conjointement par la Fondation Charles Léopold Mayer, l’université libre de Bruxelles, l’université du peuple de Chine et l’université Sun Yat-sen. Elle a réuni 850 participants, dont 300 Chinois et 550 Européens. Ont participé à la conférence : Jacques Delors, ancien président de la commission européenne; Georges Berthoin, ancien chef de cabinet de Jean Monnet; Michel Rocard, ancien premier ministre français; Zhang Qiyue, ancien ambassadeur chinois en Belgique; Ji Baocheng, président de l’université du peuple de Chine; et Zhong Binglin, ancien président de l’université normale de Pékin,,,.

#### 8 - 14 juillet 2010
Troisième édition du FCE, 60 ateliers thématiques répartis dans 18 villes chinoise. La session plénière de la troisième édition du FCE s’est déroulée à l’université polytechnique de Hong Kong du 12 au 14 juillet. Elle a été organisée par l’université polytechnique de Hongkong, le FCE, l’université du peuple de Chine et le Forum culture de l’Asie, avec 60 ateliers répartis en 9 thèmes,.
Le président du Conseil européen M. Herman Van Rompuy, le secrétaire aux finances de Hong-Kong, M. John Tsang, le secrétaire du parti de l’Institut central du socialisme, M. Ye Xiaowen, l’ancien président du Parlement européen, M. Pat Cox ont prononcé un discours à la conférence. M. Cheng Siwei, ancien vice-président de l’Assemblée nationale populaire de Chine et M. Michel Rocard, ancien Premier ministre français ont prononcé les discours d’ouverture de la conférence. Dr Gerhard Stahl, Secrétaire général du Comité des Régions de l’UE s’est exprimé lors de la session de clôture.

### Dialogue tripartite Europe-Chine-Amérique du Sud

#### 20 - 22 juin 2012 au Brésil, Rio+20
Le «Dialogue des sociétés chinoise, européenne et sud-américaine : les sociétés civiles en route pour le changement», a été initié par le FCE et ses partenaires à l’occasion de la conférence Rio+20. Il a pour objectif de créer une plateforme d’échanges entre les trois sociétés et de participer au renforcement de la société civile chinoise. Deux conférences ont été ainsi organisées à Rio puis à Pékin, et ont réuni les représentants des trois régions.

### Débat: Macao et Europe-Chine
La première édition du « Débat : Macao et Chine-Europe » a été organisée du 21 au 22 janvier 2013, soutenue par la Fondation Macao. Ce débat s’organisait autour de trois sujets : Macao et le dialogue sino-européen, la crise européenne et la transition sociale chinoise, et la Paix en Europe et en Asie du sud.

### Depuis 2012: thématiques «climat» et «urbanisation durable»

#### Partenariat UE-Chine sur l’urbanisation
Depuis la signature en mai 2012 de la Déclaration conjointe sur l’EU-China Urbanisation Partnership par Li Keqiang, Premier ministre chinois et José Manuel Barroso, président de la Commission européenne, le FCE a organisé une série d’ateliers sur différents aspects de la transition vers des villes durables à Bruxelles, Paris, Shanghai et Canton.

##### 19 - 20 septembre 2012
Le FCE a participé au séminaire thématique «Développement urbain durable sur : le rôle de la société civile» et à la première édition du Forum sino-européen des maires, tenu au Comité des Régions (CdR) à Bruxelles, organisé conjointement par la DG Énergie de la Commission et le Ministère du Logement et du Développement urbain et rural (MOHURD) de la Chine, avec la collaboration de la Convention européenne des Maires et l'Association chinoise des maires.

##### 31 mars -1eravril 2013, Shanghai
Le Forum Chine - Europe a co-organisé avec le Centre Chinois pour le Développement Urbain (China Centre for Urban Development ; CCUD) l’un des 4 sous forums intitulé «Les Perspectives de la Coopération UE-Chine sur l’Urbanisation», avec le soutien de la DG Énergie de la Commission Européenne dans le cadre du 2013 China International Urbanisation Forum (le Forum International Chinois sur l’Urbanisation).

##### 16 - 19 novembre 2013, Canton
Le Forum China-Europe, le China International Urbanization Development Strategy Research Committee (CIUDSRC) et le cabinet d’avocats JunZeJun ont co-organisé, avec le soutien de la DG Énergie de la Commission européenne, le Forum du «Partenariat Europe-Chine sur l’urbanisation» juste avant Forum annuel UE-Chine sur l’Urbanisation à Beijing, réunissant plus de 200 représentants de haut niveau, des entrepreneurs, des représentants de la société civile et les acteurs, les professionnels et les citoyens impliqués dans le processus d'urbanisation de la Chine et l'Europe.

##### 21 novembre 2013, Beijing
Dans le cadre du Partenariat stratégique sur l’urbanisation, entre l’Union européenne et le gouvernement chinois, le « Forum UE-Chine sur l’urbanisation » s’est tenu à Pékin en présence des dirigeants chinois et européens. Le forum était organisé en cinq sous forums, dont l’un fut consacré à la place de la culture dans la ville et à la préservation du patrimoine ancien, intitulé «cultural city». Lors de la séance plénière tenue l’après-midi au Palais du Peuple, Pierre Calame, président de la fondation du FCE, a animé la dernière session du sous-forum sur la ville culturelle et a partagé les résultats du Forum de Canton en tant que représentant de la société civile.

##### 29 juin 2015,Bruxelles
Le Forum Chine-Europe a organisé, sous le patronage de la DG Énergie et le Comité des régions de la Commission européenne, un des quatre sous-forum intitulé « Transition vers des villes durables » dans le cadre de l’annuel EU-China Urbanisation Partnership. Le sous-forum a réuni trente européen et trente dirigeants chinois et des experts entre les cinq catégories de partenaires: les autorités locales; la société civile; entreprises publiques et privées; investisseurs publics et privés; les scientifiques et les formateurs, etc. Dans la première partie du sous-forum, la richesse, la diversité, la profondeur de vues et la convergence des contributions ont illustré une variété de partenariats entre les acteurs civils, politiques, acteurs économiques et financiers, des universités, des centres de recherche et des formateurs. Dans la deuxième partie, une séance d’échanges sur le  pacte de coresponsabilité et la cérémonie de prix verts ont été  organisées.

### Conférences sur le changement climatique

#### Du 2 au 5 décembre 2014:4eéditiondu FCE: «Face au changement climatique, repenser notre modèle de développement global, Acte I»
Du 2 au 5 décembre 2014, le Forum Chine-Europe a organisé une conférence sur le thème suivant : « Face au changement climatique, repenser le modèle de développement global ». Plus de 300 participants de représentants des sociétés chinoise et européenne : experts, officiels, ONG, entreprises, médias, juristes et autres acteurs de la société civile se sont réunis et ont travaillé au sein de 12 ateliers thématiques répartis dans sept villes (Paris, Bruxelles, Lyon, Marseille, Lille, Rouen, Genève).
La Conférence a reçu le label du Cinquantenaire des relations franco-chinoises et le soutien du Comité de pilotage ministériel de la COP 21 ,,,,,,,,,,,,,,,.

##### Trois objectifs
1. Sensibiliser l’opinion publique des deux continents, par le biais d’une campagne médiatique internationale, et inciter le gouvernement chinois, comme les gouvernements européens, à appliquer efficacement une stratégie commune de développement durable face au changement climatique.
2. Renforcer la plateforme de dialogue et de propositions créée par le Forum Chine-Europe entre les sociétés européennes et chinoises, et orienter cette plateforme sur la transition vers des sociétés durables.
3. Enrichir par les propositions construites au sein des ateliers le « Texte commun », élaboré tout au long de l’année 2014 par les rédacteurs français et chinois. Il a été présenté en décembre 2014 à Lima pour la COP 20 et en 2015 lors de la COP 21 à Paris.

##### Interviews réalisées dans le cadre de la préparation de la conférence de 2014 «Face au changement climatique, repenser notre modèle de développement global»
Site internet du Quotidien du Peuple
- 14 interviews [24]
- Interview de Corinne Lepage, ancienne ministre de l’environnement [25]
- Interview de Denez l’Hostis, président de France Nature et Environnement, et de Yan Yong, géologue et explorateur [26]
- Interview de Pierre Calame, président de la Fondation du Forum Chine-Europe [27]
- Interview de Karl Falkenberg, directeur général de la DG Environnement de la Commission Européenne [28]

Plus grand portail web Chinois Tencent
- Page dédiée[29]
- Exposition en ligne «l’Art et l’Environnement» composée des vidéos, photos et articles [30]

Nanfang Media Group, l’un des géants des médias Chinois dans le Sud du pays sur son site Kaidi
- Émission de dialogue : « Forum Chine-Europe : la Chine en direct » sur le changement climatique avec Zhou Yongzhang, professeur et principal rédacteur chinois du Texte commun, et Chen Yan, directeur exécutif du FCE [31]

China Education Daily, journal officiel du ministère de l’Education
- Concours de dessin destiné aux lycéens et collégiens de tout le pays ainsi qu’une enquête de sensibilisation à la protection de l’environnement auprès des élèves [32]
- Gagnants du concours [33]

Site Phoenix (Fenghuang), site web cousin de Phoenix TV, télévision hongkongaise qui rayonne dans tout le monde chinois
- Blog consacré à la conférence du Forum Chine-Europe et au Texte commun [34]
- Reportage concernant le groupe d’experts chinois qui participe aux discussions « Face au changement climatique, repenser le modèle de développement durable »[35]

China Youth Online
- China Youth Online a relayé l'importance d'un dialogue entre les jeunes dans la lutte contre le changement climatique. La question était au centre de la conférence Forum China-Europa et plus particulièrement de l'éducation, la communication et le climat, les ateliers et « L'emploi des jeunes et la transition énergétique »[36].

China Daily
- Lors de la session de clôture de la conférence, le 5 décembre 2014, China Daily a lancé son édition spéciale veille climatique en partenariat avec le Forum Chine-Europe. Le journal a également publié des articles sur la conférence et les questions climatiques dans ses éditions du 28 novembre et 5 décembre 2014[37],[38],[39].

Voyage magazine
- Ce magazine dépeint des personnalités dans l'histoire de la protection de l'environnement en Chine. Parmi ceux-ci étaient Yang Yong, un géologue et explorateur indépendant qui a consacré sa vie aux rivières et les montagnes de son pays célèbre; Liang Congjie, fondateur de la première ONG chinoise pour la protection de l'environnement Amis de la Nature, et Wang Yongchen, fondateur des Volontaires de la Terre des ONG vertes, une femme profondément impliquée dans la campagne lancée par la société civile contre les projets de barrage sur la rivière Nu dans la début des années 2000, Wang Chanfa, un célèbre avocat mis l'accent sur la protection de l'environnement, Yang Xin, fondateur de la Green river dédiées à protéger la rivière Yangtze, Tian Jun, secrétaire général de l'Association Rivers Urban Chengdu, Yuan Xikun, célèbre artiste promotion de la sensibilisation de l'environnement, etc. [40]

Libération
- Dans deux articles sur la pollution et les émissions de CO2 en Chine, le journal Libération a présenté la conférence de décembre 2014. Dans ces articles, le Directeur du Forum Chine-Europe, Chen Yan, et le directeur du Centre de la Stratégie nationale sur le climat de la National développement et la réforme (NDRC), Li Junfeng, ont été interrogés sur la situation en Chine et les objectifs du gouvernement chinois.
  - Climat : Pékin très moyen (24 septembre 2014)[41]
  - La Chine fait un pas timide vers la réduction de ses émissions de gaz à effets de serre (12 novembre 2014)[42]

Le FigaroConversation avec Li Junfeng
- Le journal Le Figaro a mené une interview avec Li Junfeng qui est le directeur du Centre de la Stratégie nationale sur le climat de la Commission nationale pour le développement et la réforme (NDRC)[43].

RFI (Radio France International) programme « C’est pas du vent »
- La journaliste Anne-Cécile Bras a invité les participants à la conférence pour participer à la deuxième partie du programme « C'est pas du vent » qui a été consacrée aux questions climatiques et a porté sur la question suivante : Climat: les engagements de la Chine sont-elles crédibles? Parmi les invités figuraient le Directeur Vice-président exécutif et du groupement de l'Association de coopération des ONG chinoise (CANGO -Chine Association de coopération des ONG) Huang Haoming, professeur à l'Université populaire de Beijing et directeur du Centre national pour la radiodiffusion et la couverture médiatique sur les questions climatiques Zheng Baowei; Professeur à l'école de commerce Huifeng de l'Université de Beijing Huang Haifeng; et le Directeur du Forum Chine-Europe Chen Yan[44].

Natura-sciences
- Naturella-Sciences mettent le texte commun et les préparatifs de la conférence sur son site Internet et les réseaux sociaux où il est très actif[45],[46],[47].

Media Pep’s
- Dominique Martin-Ferrari, chercheur, producteur et militante engagée, a écrit un article consacré à la conférence et le texte commun sur le site Web de médias Pep[48].

Normandie-Actu et My76tv
- Normandie-Actu et My76tv diffusent la venue à Rouen des membres de la délégation chinoise qui se sont réunis dans la ville normande de participer à l'un des 12 ateliers consacrés à l'emploi des jeunes et la transition énergétique[49],[50].

Lyon Capitale
- Le magazine Lyon Capitale a annoncé l'atelier « économie circulaire, les technologies vertes et de la transition énergétique » coorganisé par Green Cross France et Territoires et Edui (Union de développement écologique)[51].

#### Du1erau 5 décembre 2015 Paris COP 21: Side-event au Bourget et programme d’activités
Le Forum Chine-Europe a organisé un side-event « Face au changement climatique, repenser notre modèle de développement global, Acte II » au sein de l’Espace Générations Climat  au Bourget. Lors de cette conférence qui a rassemblé plus de 100 participants européens et chinois. Différents textes et plans d’action ont été présentés ,,,,,,,,.
À l’occasion de la COP 21 et dans le cadre de son projet de Plateforme verte Chine-Europe,  le Forum Chine-Europe a mis en œuvre un programme d'activités à destination des délégations d'entrepreneurs chinois engagés sur les questions de changement climatique et de transition écologique : visite d’éco-quartiers et de bâtiments durables, visites d’entreprises et rencontres.

##### Interviews réalisées dans le cadre du Side-event au Bourget en 2015
Le site NetEase
- Page spéciale dédiée à la COP21[61]
- Échange avec Pierre Calame, fondateur du Forum Chine-Europe, et Michel Rocard, ancien Premier ministre francais et fondateur du forum [62]

Le site Xinhua
- Reportage concernant la participation des entreprises chinoises à la COP21 [63]

Le site de Weibo de la Fondation SEE
- Discussions organisées par la Fondation SEE pour présenter leurs démarches au cours de la COP21 [64]

Le site de China Business
- Article sur le side-event organisé pendant la COP 21[65]

Asialyst
- COP21 : « Poser la première pierre »[66]

欧洲时报.com
- Interview de Mr. WANG Shi

BBC,

## Plateforme verte Chine-Europe
Le Forum Chine-Europe et l’Institut chinois de recherche sur la philanthropie de l’université normale de Pékin (The Beijing Normal University China Philanthropy Research Institute) ont initié en 2014 la Plateforme verte Chine-Europe. À travers l’organisation d’ateliers, de rencontres et de visites d’études et de formations à destination des responsables de villes, d’entreprises et des acteurs chinois et européens œuvrant pour un développement urbain durable et bas-carbone, les objectifs de cette plateforme sont les suivants : 
1. Renforcer la mise en réseaux des citoyens, des entreprises et des institutions de la société civile ;
2. Faciliter la circulation des connaissances et des idées en matière de technologie de transition énergétique et écologique ainsi qu'encourager les échanges et le partage des expériences dans la lutte contre le changement climatique ;
3. Promouvoir les initiatives en faveur de la protection environnementale des villes et des entreprises dans le cadre de la coopération sino-européenne ;
4. Évaluer et récompenser les efforts des villes, des entreprises, des associations et des citoyens dans le domaine du développement durable à travers le Prix vert Chine-Europe. Celui-ci récompense des villes, entreprises et fondations chinoises et européennes dont l'engagement au service de la transition vers des villes et territoires durables est exemplaire. La première remise de prix a eu lieu à l’occasion du sous-forum « Transition vers des villes durables » organisé par le Forum Chine-Europe dans le cadre du Sommet annuel UE-Chine sur l'Urbanisation instauré par la Commission européenne et la Commission nationale pour le développement et la réforme (NDRC) chinoise. Dix villes, dix entreprises et dix fondations chinoises ont obtenu ce prix pour la première fois.

### Prix vert Chine-Europe
Le Prix vert Chine-Europe récompense des villes, entreprises et  fondations chinoises et européennes dont l'engagement est exemplaire pour la transition vers des villes et territoires durables. L’attribution du prix sera organisée alternativement dans une ville européenne ou chinoise dans le cadre d’une conférence sur le Dialogue Sino-Européen des Villes et des Entreprises Vertes.
La première remise de prix aux lauréats chinois a eu lieu le 29 juin 2015 à l’occasion du sous-forum « Transition vers des villes durables » organisé par le Forum Chine-Europe dans le cadre du Sommet annuel UE-Chine sur l'Urbanisation instauré depuis 2012 par la Commission Européenne et la Commission Nationale pour le Développement et la Réforme (NDRC) chinoise ainsi que le 1er décembre 2015 lors du side-event organisé au Bourget pendant la COP 21.
Le 13 mars 2016 une cérémonie dédiée aux fondations lauréates a été organisée à Shenzhen avec l’aide de la fondation Alashan Ecological Foundation.

## Publications

### Ouvrages publiés en français
- L’Europe, c’est pas du chinois !, coordonné par Yu Shuo, Huang Yé et Jean-Paul Delattre, Éditions Charles Léopold Mayer, 2007[69].

### Ouvrages publiés en chinois
- L’Europe n’est pas loin, Maison d’édition du Théâtre de Chine, 2007.
- Ce monde, le nôtre, Maison d’édition de l’Université des médias, 2008.
- From an open society to civil society (D’une société ouverte à une société civile), Maison d’édition du Quotidien du sud, 2010.
- Globalization and Identification – The Paradox of Contemporary Chinese Nationalism (Mondialisation et identité – le paradoxe du nationalisme chinois contemporain), Maison d’édition de la City University of Hong-Kong, 2012.
- Urbanisation : Chine et Europe publié par la maison d’édition Gold Wall Press à Pékin. Sa préface a été rédigée par M. Herman Van Rompuy, Président du Conseil européen. Première publication de la collection de livres du Forum Chine-Europe, 2013.
- Le Changement climatique et la transition écologique édition Gold Wall Press. Cet ouvrage publié en chinois rassemble les travaux réalisés tout au long de l’année 2014 notamment les interviews, les reportages, les enquêtes réalisés par les partenaires média en Chine et les interventions de la conférence de 2014. Publié en 2015.

## Newsletter du FCE
Depuis 2009 la newsletter trimestrielle du FCE, ForuMag est publiée en chinois et anglais et diffusée à plus de cinq mille lecteurs.